# سیب (فیلم ۱۹۹۸)
سیب نام فیلمی ایرانی به کارگردانی سمیرا مخملباف است که محصول سال ۱۳۷۶ و اولین ساختهٔ سمیرا مخملباف می‌باشد. این فیلم سینمایی موفق شد جوایز جهانی سینمایی با ارزشی برای او به ارمغان آورد. سمیرا مخملباف در زمان ساخت این فیلم ۱۷ سال سن داشت.

## داستان
همسایه‌های یک خانواده چهار نفری به سرپرستی پیرمردی به نام ملا، طی طوماری به سازمان بهزیستی خبر می‌دهند که ملا یازده سال است معصومه و زهرا، دو دختر نوجوانش را در خانه زندانی کرده است. سازمان بهزیستی ملا و همسر نابینایش را به همراه دخترها با خود می‌برد، و از پدر و مادر تعهد می‌گیرد که از این پس دخترانشان را زندانی نکنند. بچه‌ها با والدینشان به خانه برمی گردند؛ اما ملا که از شکایت و گزارش و عکس یکی از روزنامه‌ها به شدت عصبانی است، همچنان به معصومه و زهرا اجازه نمی‌دهد از منزل خارج شوند. خانم محمدی، مددکار سازمان بهزیستی که ادامه وضعیت پیشین را بر خانه حکمفرما می‌بیند، این بار ملا را که معتقد است طبق سنت‌های قدیمی آفتاب نباید روی دختر را ببیند، در خانه زندانی می‌کند و دو دختر را به داخل کوچه می‌فرستد. خانم محمدی یک اره آهن بر از همسایه‌ها قرض می‌گیرد و به ملا می‌دهد تا خود بعد از بریدن میله‌های آهنی در خانه، به حیاط راه پیدا کند. دخترها در کوچه با یک بستنی فروش نوجوان و یک بز برخورد می‌کند و پس از آن با پسر خردسال همسایه ـ که سرگرمی‌اش آویزان کردن یک سیب بسته به نخ از تراس طبقه اول خانه‌شان به داخل کوچه است ـ آشنا می‌شوند. پسربچه از ملا برای خرید سیب پول می‌گیرد و دخترها از مغازه میوه فروشی سیب می‌خرند. معصومه و زهرا در محله به دو دختر دیگر برمی‌خورند که در حال بازی کردن در خیابان هستند، و با آنها همراه می‌شوند. چهار دختر پس از مراجعه به یک دوره‌گرد ساعت فروش به خانه ملا برمی گردند تا از او برای خریدن ساعت پول بگیرند. اما پدر خانواده پشت میله‌ها گرفتار است و عصبی و خسته با خانم محمدی مشغول جربحث است. به پیشنهاد خانم محمدی، زهرا پس از تلاش فراوان موفق می‌شود کلید را داخل قفل در بچرخاند و پدر را آزاد کند. ملا دست دو دخترش را می‌گیرد و با همدیگر از خانه بیرون می‌روند. مادر پیر و نابینای خانواده نیز در حالی که به دنبال دیگر اعضای خانواده می‌گردد، وارد کوچه می‌شود و با سیب آویزان پسربچه همسایه از تراس طبقه اول برخورد می‌کند.

## جوایز
1. جام ساترلند از جشنواره فیلم لندن، انگلستان ۱۹۹۸
2. جایزه منتقدین بین‌المللی از جشنواره فیلم لوکارنو، سوئیس ۱۹۹۸
3. جایزه ویژه هیئت داوران از جشنواره فیلم تسالونیکی، یونان ۱۹۹۸
4. جایزه ویژه هیئت داوران از جشنواره فیلم سائوپائولو، برزیل ۱۹۹۸
5. جایزه ویژه هیئت داوران از جشنواره سینمای مستقل، آرژانتین ۱۹۹۹
6. جایزه منتقدین از جشنواره سینمای مستقل، آرژانتین ۱۹۹۹
7. جایزه تماشاگران از جشنواره سینمای مستقل، آرژانتین ۱۹۹۹

## بازیگران
- معصومه نادری در نقش معصومه
- زهرا نادری در نقش زهرا
- قربانعلی نادری در نقش پدر
- عزیزه محمدی در نقش عزیز
- زهرا سقری ساز
- سارا سقری ساز
- امیرعلی خسروجردی
- امیرحسین خسروجردی
- صغری بهروزی
- فاطمه مهدی‌زاده چرمی
- اصلی رفعتی
- ایرج سرباز
- اصغر مشکینی
- عباس رمضان خانی